# Arvid Lindblad
Arvid Lindblad, född 8 augusti 2007 i Virginia Water är en brittisk racerförare. Sedan 2022 är han medlem i Red Bull Junior Team.
2024 körde Lindblad Formel 3 för Prema Powerteam och var då stallkamrat med Dino Beganovic. 2025 kör Lindblad Formel 2 för Campos Racing.
Arvids far är född i Sverige och hans mor har indiskt påbrå.